# Фіалков Юрій Якович
Юрій Якович Фіалков (1 липня 1931, Київ — 20 серпня 2002, Київ) — радянський і український вчений-хімік, доктор хімічних наук, почесний професор Київського політехнічного інституту, фахівець у галузі фізичної хімії розчинів, активний популяризатор наукових знань. Лауреат Державної премії СРСР, заслужений діяч науки і техніки України. Український радянський письменник. Літературні твори писав під своїм ім'ям і псевдонімами Фелікс Квадрігін та Юрій Цвєтков.

## Біографія
Народився 1 липня 1931 року у Києві в родині професора хімії, члена-кореспондента АН УРСР Якова Фіалкова. Навчання у середній школі перервала радянсько-німецька війна. Його брат у перші дні війни пішов на фронт і через кілька місяців загинув. Сім'ю разом з Академією Наук евакуювали до Уфи, потім у 1943 році до Москви. Після закінчення війни Фіалков повертається до Києва. У 1949 році закінчує 86-ту середню чоловічу школу, в 1954 році захищає диплом в Київському державному університеті. Відразу ж після його закінчення починає працювати в Силікатному інституті в Києві (через кілька місяців його приєднали до Київського політехнічного інституту).
В 1975—1998 роках завідував кафедрою фізичної хімії хіміко-технологічного факультету КПІ.
Останні дванадцять років професор Фіалков дуже важко хворів, пережив інфаркт. Помер 20 серпня 2002 року. Похований в Києві на Байковому кладовищі.

## Наукова діяльність
Заснував наукову школу фізичної хімії розчинів, підготував 51 кандидата і 3 докторів наук. Є автором понад 350 наукових праць і винаходів, серед яких 10 монографій. Найвідоміші з них:
- «Двойные жидкие системы», Київ, 1969;
- «Физическая химия неводных растворов», Ленінград, 1973;
- «Основы физико-химического анализа», Москва, 1976, 1978;
- «Электроосаждение металлов из неводных растворов», Київ, 1985;
- «Растворитель как средство управления химическим процессом», Леніград, 1990;
- «Физико-химический анализ жидких систем и растворов», Київ, 1992.

Друкувався в таких наукових журналах, як «Журнал физической химии», «Украинский химический журнал», «История естествознания и техники», «Журнал неорганической химии», «Журнал общей химии», «Химия и химические технологии», «Электрохимия», «Теоретическая и экспериментальная химия» та інших.

## Письменницька творчість

обкладинка книги «Не только в воде»

Фантастичні повісті і оповідання:
- 1961 — «Люлька містера Крайфорда» / Під псевдонімом Юрій Цвєтков;
- 1962 — «995-й святий» / Під псевдонімом Юрій Цвєтков;
- 1963 — «Шукайте Йоахіма Кунца…» / Під псевдонімом Юрій Цвєтков;
- 1977 — «Промах капитана Кроллициаса»;
- 1977 — «„Хвостист“ из шарового скопления 47 Тукана»;
- 1977 — «Производственное совещание. Пьеса в одной картине»;
- 1977 — «Печальная любовь Кея Хокка».

Документальні і наукові книги:
- 1960 — «Оповідання з хімії»;
- 1963 — «Девятый знак»;
- 1966 — «Ядро — выстрел!»;
- 1968 — «Михайло Васильович Ломоносов»;
- 1969 — «В клетке №…»;
- 1969 — «Двойные жидкие системы»;
- 1972 — «Сделал все, что мог…»;
- 1973 — «Физическая химия неводных растворов» / У співавторстві з А. Житомирським і Ю. Тарасенко;
- 1975 — «Применение изотопов в химии и химической промышленности»;
- 1976 — «Основы физико-химического анализа» / У співавторстві з В. Аносовим і М. Озеровою;
- 1976 — «Не только в воде»;
- 1977 — «Как там у вас, на Бета-Лире?..»;
- 1978 — «Необычные свойства обычных растворов»;
- 1980 — «На байдарці за снагою» / У співавторстві з Гелієм Ароновим, Михайлом Гольдштейном і Юрієм Шаніним під загальним псевдонімом «Фелікс Квадригін»; Те саме: 1985 — під назвою «На байдарке» ;
- 1983 — «Свет невидимого»;
- 1985 — «Электровыделение металлов из неводных растворов» / У співавторстві з В. Грищенко;
- 1990 — «Растворитель как средство управления химическим процессом»;
- 1992 — «Физико-химический анализ жидких систем и растворов»;
- 2004 — «Обчислювальна математика та програмування: Обчислювальна математика в хімії і хімічній технології» / У співавторстві з С. В. Брановицькою і Р. Б. Медведєвим;
- 2004 — «Доля правды».

Статті і ессе:
- 1996 — «Воспоминания оппонента»;
- 1996 — «Доля правды»;
- 2001 — «Камешки из химико-мемуарной мозаики»; те саме: 2002 — під назвою «Камешки из химической мозаики»;
- 2001 — «Теория валентности, или разговор о Некрасове в казенном доме»;
- 2002 — «Владимир Александрович Плотников, академик АН УССР, член-корреспондент АН СССР»;
- 2004 — «Со студентами на кукурузе»;
- 2004 — «У пошуках філософського каменю».

## Пам'ять

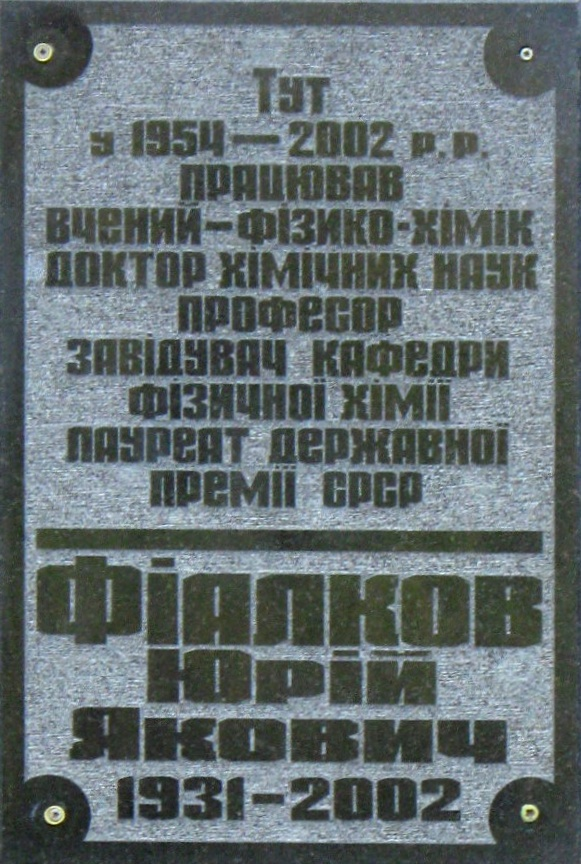
меморіальна дошка

1 липня 2003 року на стіні хіміко-технологічного факультету КПІ була урочисто відкрита гранітна меморіальна дошка на честь професора Юрія Яковича Фіалкова.
У 2004 році вийшла книга його мемуарів «Частка правди», в якій в дотепних і емоційних розповідях, епізодах і коротких начерках показані картини життя колишнього радянського суспільства, науковців, педагогів, партійних керівників, людей мистецтва, а також про музику і байдарковий спорт.